# Недільні друзі
Недільні друзі (фр. Les Copains du dimanche) — французька кінокомедія 1958 року, знята Анрі Айснером, з Жаном-Полем Бельмондо у головній ролі.

## Сюжет
Требуа, молодий робітник, шукає, чим би зайняти свої неділі, «славний прийом, щоб шість робочих днів швидше пролітали». Йому набридли вічні намети з друзями у кемпінгу. Якось у їдальні приятель Касті запропонував йому записатися в аероклуб. Після польоту Требуа вирішує, що в повітрі він пережив найкращі миті свого життя. Випадково в ангарі друзі побачили літак, що побував в аварії. Тепер відновити його і знову полетіти стає сенсом усього життя.

## У ролях
- Жан-Поль Бельмондо — Требуа
- Ів Деньйо — головна роль
- Жан Мове — епізод
- Поль Франкйор — режисер
- Марк Кассо — Рене Касті
- Жюльєн Берто — епізод
- Евелін Кер — Монік
- Робер Ле Фор — епізод
- Жермен Мішель — мадам Требуа
- Софі Сель — епізод
- Поль Бісцілья — Люсьєн
- Робер Фретель — епізод
- Жак Фер'єр — Жільбер
- Жорж Баконне — епізод
- П'єр Галлон — епізод
- Рене Алон — епізод
- П'єр Верньє — епізод
- Родольф Марсійї — епізод
- Мішель Пікколі — епізод
- Клеман Тьєррі — епізод
- Деніза Ноель — епізод
- Марсель Перес — епізод
- Раймон Бюссьєр — епізод
- Андре Шомо — епізод
- Ніколь Шолле — епізод
- Бернар Фрессон — епізод
- Аннет Пуавр — епізод

## Знімальна група
- Режисер — Анрі Айснер
- Сценаристи — Антуан Тудал, Анрі Айснер, Ліло Даммер
- Оператор — Андре Дюметр
- Композитор — Філіпп-Жерар
- Продюсери — Луї Дакен, П'єр Леві-Корті